# Eopenthes oahuensis
Eopenthes oahuensis är en skalbaggsart som beskrevs av Sharp 1908. Eopenthes oahuensis ingår i släktet Eopenthes och familjen knäppare. Inga underarter finns listade i Catalogue of Life.